# ギョクハン・ウナル
ギョクハン・ウナル（Gökhan Ünal, 1982年7月23日 - ）は、トルコ・アンカラ出身の元同国代表サッカー選手、現サッカー指導者。現役時代のポジションはFW（センターフォワード）。

## 経歴
1999年、ゲンチレルビルリイSKでプロデビュー。2001年から2003年の間アサシュスポル、アンカラスポル、ヨズガトスポルといったクラブで研鑽を積み、2003年夏にゲンチレルビルリイへ戻った後カイセリスポルへ移籍した。2005-06シーズンのUEFAインタートトカップにおいては8試合で6得点を記録した。このような活躍によりガラタサライSKなどから注目され、2007年夏に同クラブが契約に動いたもののカイセリスポルがオファーを拒否したため破談となる。またFCルビン・カザンも600万ユーロで獲得を試みたが失敗に終わった。2008年6月3日、トラブゾンスポルへと移籍する。
2010年1月18日、350万ユーロの移籍金とそれまでフェネルバフチェSKからエスキシェヒルスポルへレンタルされていたブラク・ユルマズとのトレードでフェネルバフチェへと移籍した。契約期間は3年。
2011年1月にイスタンブルBBへレンタル移籍。シーズン終了後にはカイセリスポルへ復帰した。
2018年1月よりヴァンBBに加入した。
2019年12月17日、カイセリスポルのアシスタントコーチに就任することが発表された。

## タイトル
クラブ
ゲンチレルビルリイ
- テュルキエ・クパス : 2001

カイセリスポル
- UEFAインタートトカップ : 2006
- テュルキエ・クパス : 2008

個人
- スュペル・リグ得点王 : 2006-07（25得点）